# José María Lamamié de Clairac
José María Lamamié de Clairac y de la Colina (Salamanca, Regió Lleonesa, 16 d'agost de 1887 - Salamanca 27 d'abril de 1956) va ser un polític espanyol, advocat, terratinent a Salamanca, catòlic de dretes, carlista i diputat tradicionalista durant la Segona República espanyola.

## Biografia
Era fill de Juan Lamamié de Clairac y Trespalacios, membre del Partit Integrista i diputat a Corts per Salamanca l'any 1907. Estudià amb els jesuïtes de Valladolid i continuà els seus estudis a Salamanca i Madrid. El 1908 fou un dels membres fundadors de l'Associació Catòlica Nacional de Propagandistes (ACNdeP). El 1912 la seva germana es casà amb Jaime Chicharro Sánchez-Guió, futur diputat tradicionalista per Nules.
Va lligar la seva causa a la del catolicisme agrari, i fou president de la Federació Catòlica Agrària de Salamanca i de la Unió Catòlica Agrària Castellano-Lleonesa. Des de 1921 va formar part del directori de la Confederació Nacional Catòlica Agrària (CNCA). Inicialment va donar suport la dictadura de Primo de Rivera. El 1930 va fundar el partit Acción Castellana, de caràcter catòlic agrari, autoritari i conservador davant 2.500 persones a Macotera. Va aconseguir el suport d'alguns carlins com Jaime del Burgo Torres. El seu grup era favorable a la reforma social i l limitació de la riquesa a l'egoisme feudal dels odiosos grans terratinents.
Fou elegit diputat per la província de Salamanca a les eleccions generals espanyoles de 1931, 1933 i 1936. Quan el govern republicà va aprovar la reforma agrària va incitar als terratinents a no pagar impostos i no sembrar les terres. I el 30 de gener de 1933, en una reunió en el Cinema Monumental de Madrid, va denunciar la Llei de Congregacions per considerar-la una trama satànica de maçons per a destruir l'Església Catòlica.
De novembre de 1934 a març de 1935 el ministre d'Agricultura de la Confederació Espanyola de Dretes Autònomes (CEDA) Manuel Giménez Fernández va portar al Parlament una sèrie d'iniciatives destinades a millorar les condicions del camp espanyol. Aquestes propostes van provocar un agre debat per part de diversos diputats en les Corts i entre els més vehements opositors a Giménez Fernández estava José María Lamamié de Clairac.
Després de les eleccions generals espanyoles de 1936 va mantenir contactes amb José Calvo Sotelo i la CEDA per formar un gran bloc de dretes. Va col·laborar activament en el cop d'estat del 18 de juliol de 1936 i intentà convèncer Emilio Mola que un cop triomfessin es comprometés a restaurar la monarquia. L'esclat de la guerra civil espanyola el va sorprendre a Pamplona, on formaria part de la Junta de Guerra Carlista. El 1937 fou enviat per aquesta a Burgos, on es va oposar al Decret d'Unificació i donà suport Francesc Xavier de Borbó i Parma com a aspirant a la regència. L'abril de 1937, però, és apartat del càrrec i abandona la política activa.
Un fill seu, José María Lamamié de Clairac y Alonso, va morir al front el 1937.